# Rzeźba glacjalna
Rzeźba glacjalna – rzeźba terenu, której geneza związana jest z niszczącą, przeobrażającą, transportującą i budującą działalnością lodowców i lądolodów. W wyniku tej działalności powstają formy lodowcowe informujące o charakterze, przebiegu i rozmiarach erozji glacjalnej. Świadectwem erozji glacjalnej są: wygłady, mutony, misy, wanny. Formy świadczące o przeobrażającej działalności lodowca to: kotły lodowcowe, żłoby lodowcowe, doliny wiszące, fieldy lodowcowe. Formy akumulacyjne to: równiny moreny dennej, wały morenowe. 
Rozróżniamy: rzeźbę młodoglacjalną i rzeźbę staroglacjalną
Rzeźba glacjalna obejmuje około 80% powierzchni Polski, przy czym rzeźba młodoglacjalna występuje na 35% obszaru kraju – w jego północnej części.
Z dawną pokrywą lądolodu wiąże się dzisiejsza wysoczyzna morenowa. W miarę zbliżania się do dawnego czoła lodowca pojawiają się na powierzchni inne formy, jak drumliny, rynny jeziorne i ozy, deniwelacje stają się coraz większe, a wreszcie w strefie dawnego czoła lodowca znajduje się krajobraz pagórkowaty czołowo-morenowy z licznymi jeziorami.